# 막시밀리아노 메사
막시밀리아노 에두아르도 메사(스페인어: Maximiliano Eduardo Meza, 1992년 12월 15일 ~ )는 아르헨티나의 축구 선수이다. 현재 소속 팀은 프리메라 디비시온에 소속되어 있는 CA 인데펜디엔테이며, 주로 미드필더로 뛴다.
메사는 2012년에 힘나시아 라플라타에서 데뷔하여, 2016년에 인데펜디엔테로 이적하였다. 클럽에서의 활약을 바탕으로 2018년 3월에 열린 이탈리아, 스페인과의 친선 경기에 선발되었다. 3월 27일에 완다 메트로폴리타노에서 열린 스페인과의 친선 경기에서 데뷔전을 가졌고, 경기 결과 6-1로 패배하였다. 이후 2018년 FIFA 월드컵에서 국제 대회에 처음으로 선발되었고, 6월 16일 아이슬란드와의 경기에서 월드컵 데뷔전을 치렀다.